# 리처드 휴스 (작가)
리처드 휴스(Richard hughes, 1900 ~ 1976)는 영국의 소설가ㆍ극작가이다. 1929년에 발표한 장편 소설 《자메이카의 열풍(A high wind in jamaica)》은 소년의 심리를 다룬 걸작으로 유명하다. 극작가로서 라디오 드라마를 최초로 손을 댄 사람이다.

## 작품
- 1929 [장편 소설] 자메이카의 열풍
- 1938 위험속에서(危險-)
- 1961 다락방의 여우